# VW Scirocco I
Der VW Scirocco I ist ein auf der Plattform des Golf I gebautes Sportcoupé. Er löste im Februar 1974 den Karmann-Ghia ab. Der Scirocco kam noch vor dem Golf auf den Markt. Gemeinsam mit Golf, Passat und Polo führte der Scirocco VW im Rahmen der Modelloffensive mit wassergekühlten Frontantriebsmodellen aus der bedrohlichen Absatzkrise.
Im April 1981 wurde er durch den Scirocco II abgelöst.

## Modellgeschichte

### Allgemeines
Ende der 1960er Jahre wurde im Volkswagenwerk ein Nachfolger für das seit 1955 produzierte Karmann-Ghia-Coupé ins Auge gefasst. Im Herbst 1971 beschloss die VW-Produktplanung, auf Basis des Entwicklungsauftrags EA 337 – des ersten Golf – ein preislich attraktives Coupé auf dem Markt zu positionieren. Unter dem Kürzel EA 398 erhielt Karmann in Osnabrück den Auftrag zur Entwicklung des späteren Scirocco. Die Karosserieform wurde von Giorgio Giugiaro entworfen.
Dieser kam im Frühjahr 1974 auf den Markt. Drei Motoren, vier Ausstattungsvarianten und zehn Außenfarben standen zur Wahl: Motoren mit 1100 cm³ und 37 kW (50 PS) sowie 1500 cm³ Hubraum und 51 oder 63 kW (70 oder 85 PS) und den Ausstattungsvarianten N (Grundmodell), L, S und TS (ab August 1976 GT, aber gleiche Ausstattung).
Der quer eingebaute Reihenvierzylinder-Motor hatte eine obenliegende Nockenwelle und entweder Tassenstößel (EA827) oder Schlepphebel (bis 1300 cm³). Die Nockenwelle wurde mit einem Zahnriemen angetrieben. Das Getriebe mit vier Gängen saß in einem gemeinsamen Gehäuse mit dem Differential. Die Vorderräder (mit Zahnstangenlenkung) wurden an MacPherson-Federbeinen mit unteren Dreiecksquerlenkern geführt, hinten war eine Verbundlenkerachse eingebaut. Vorn wurden Scheiben- und hinten Trommelbremsen verwendet.
Bis August 1975 waren alle Scirocco mit zwei vorderen Wischern ausgestattet; danach hatten die Wagen nur noch den großen Einarmwischer.
Im Juni 1976 wurde das Angebot mit dem Scirocco GTI um einen auf 1600 cm³ vergrößerten Motor mit einer mechanischen K-Jetronic-Benzineinspritzung von Bosch erweitert. Wegen der höheren Leistung von 81 kW (110 PS) mussten Wasserkühler, Federung und Stoßdämpfer modifiziert werden, und es waren zusätzliche Stabilisatoren, ein Ölkühler, innenbelüftete Scheibenbremsen vorn, breitere Felgen und Reifen mit höherem Geschwindigkeitsindex erforderlich. Dieser K-Jetronic-Einspritzmotor wurde (ohne separaten Ölkühler) zuerst 1975 im Audi 80 GTE verwendet.
Nach den Werksferien folgte im August 1976 der komfortabler ausgestattete Scirocco GLi, während der Golf GTI mit dem gleichen Motor aufgrund von Lieferengpässen bei der K-Jetronic erst ab dem Frühjahr 1977 in ausreichender Stückzahl ausgeliefert werden konnte.

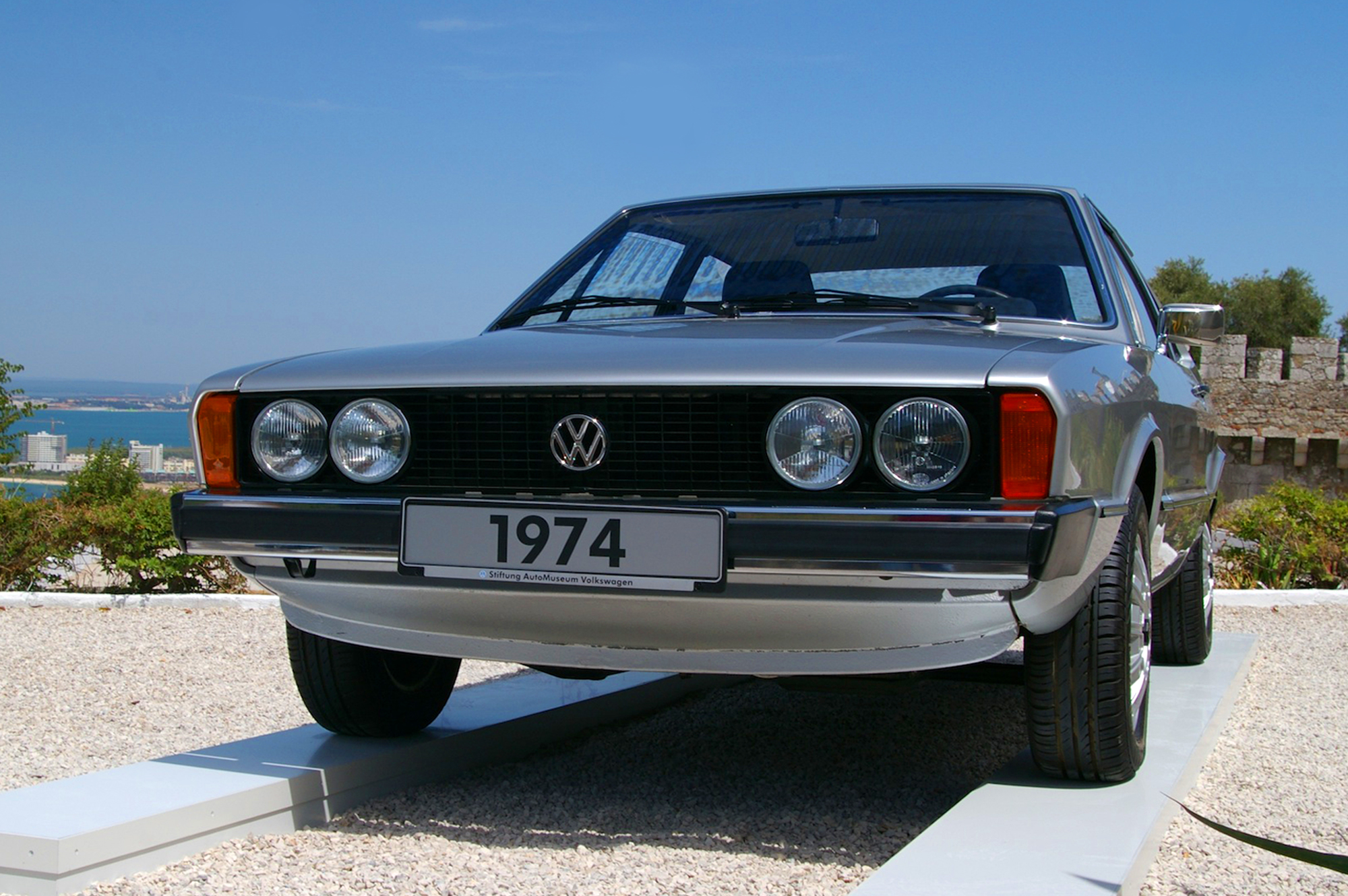
VW Scirocco (1974–1977)
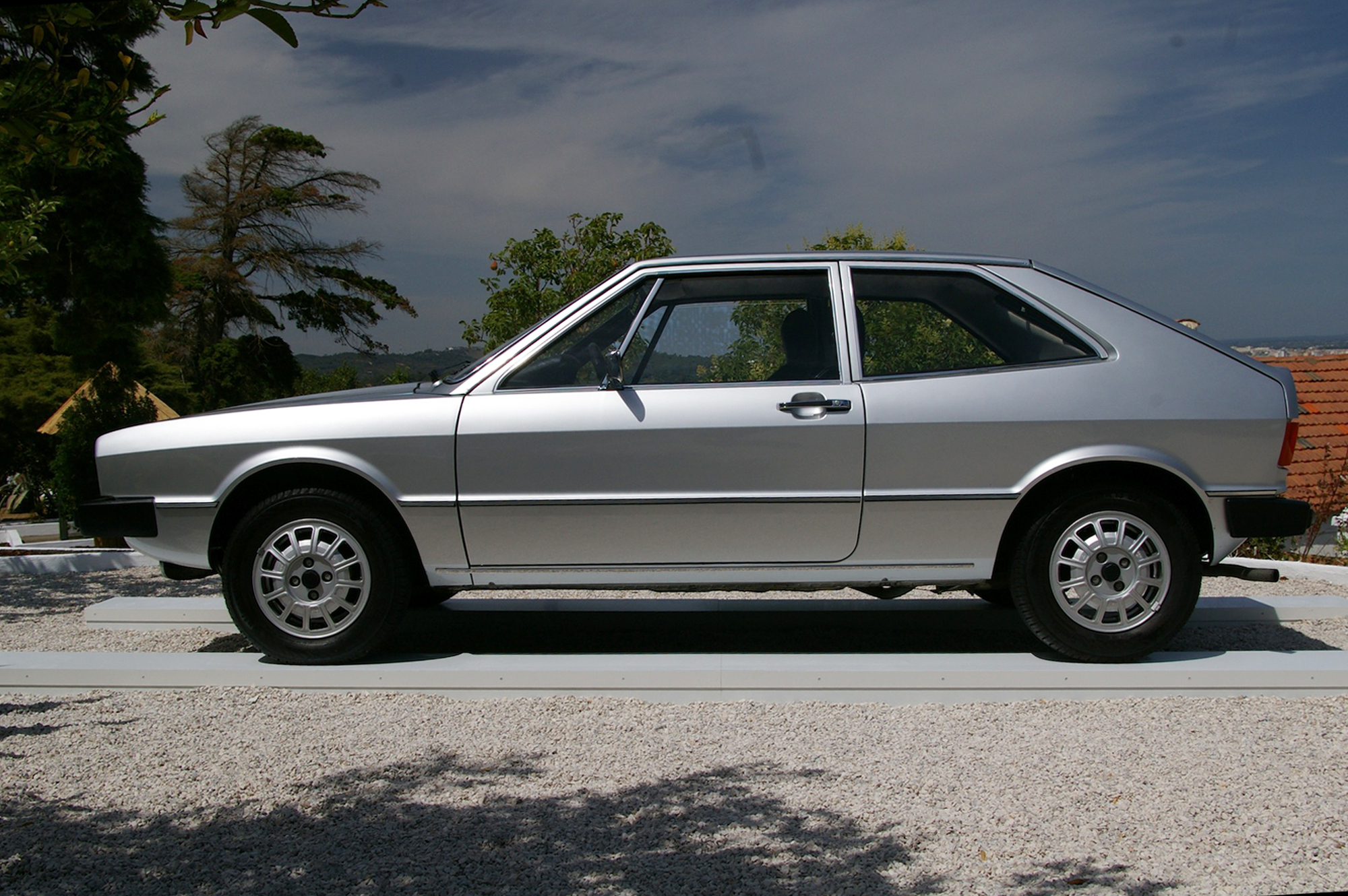
VW Scirocco (1974–1977)
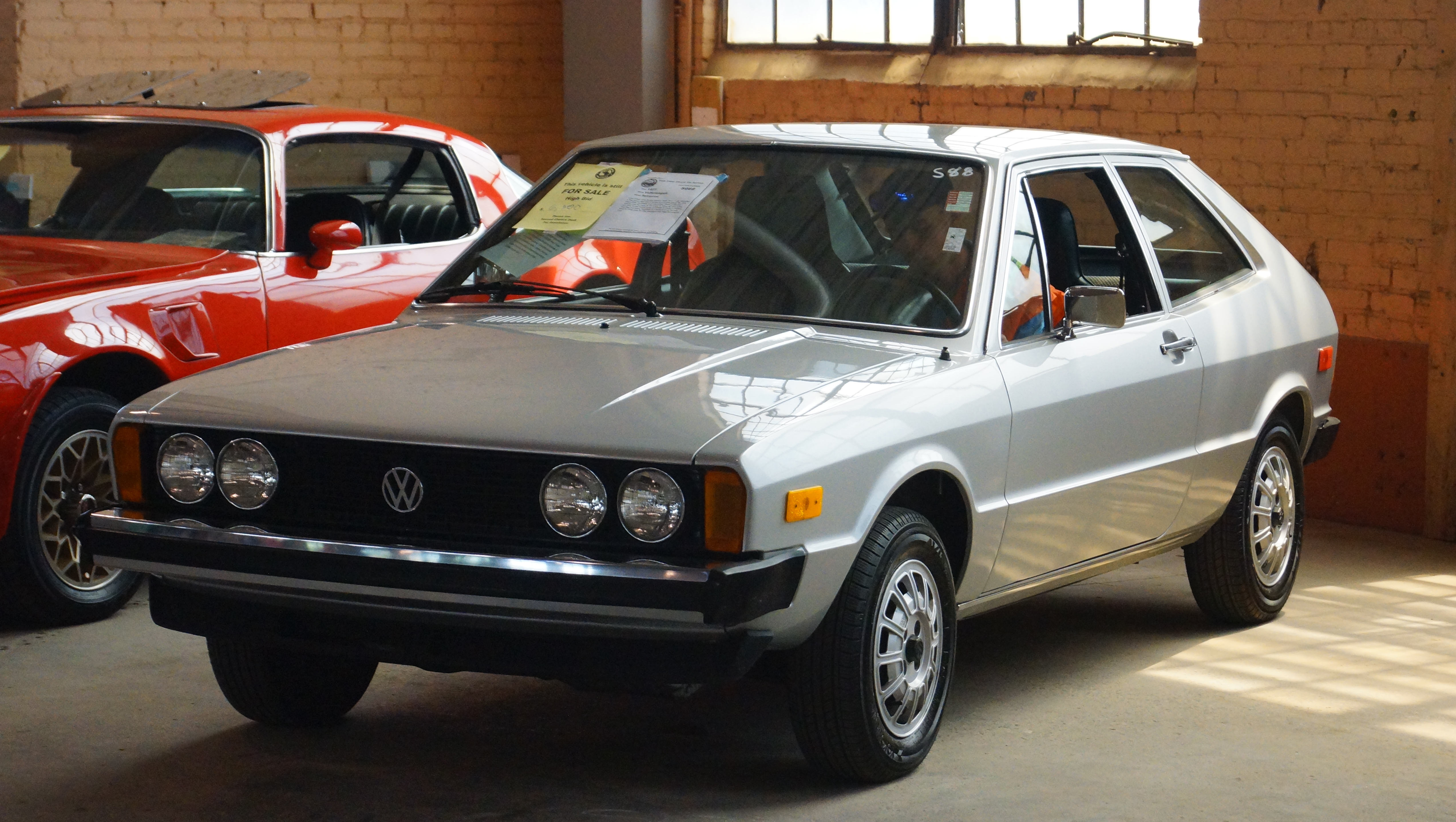
VW Scirocco, US-Version (1975–1977)
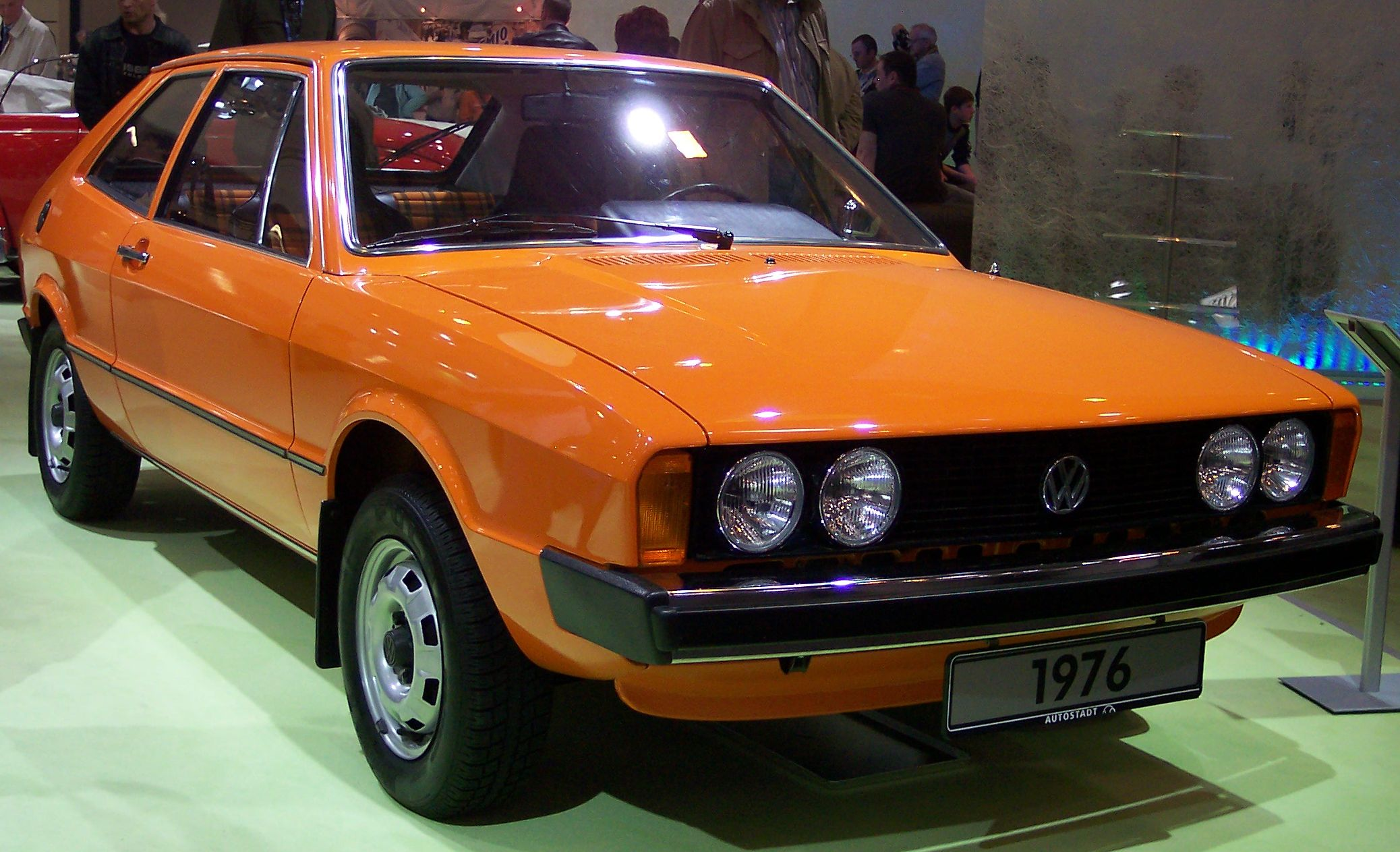
VW Scirocco TS (1974–1977)
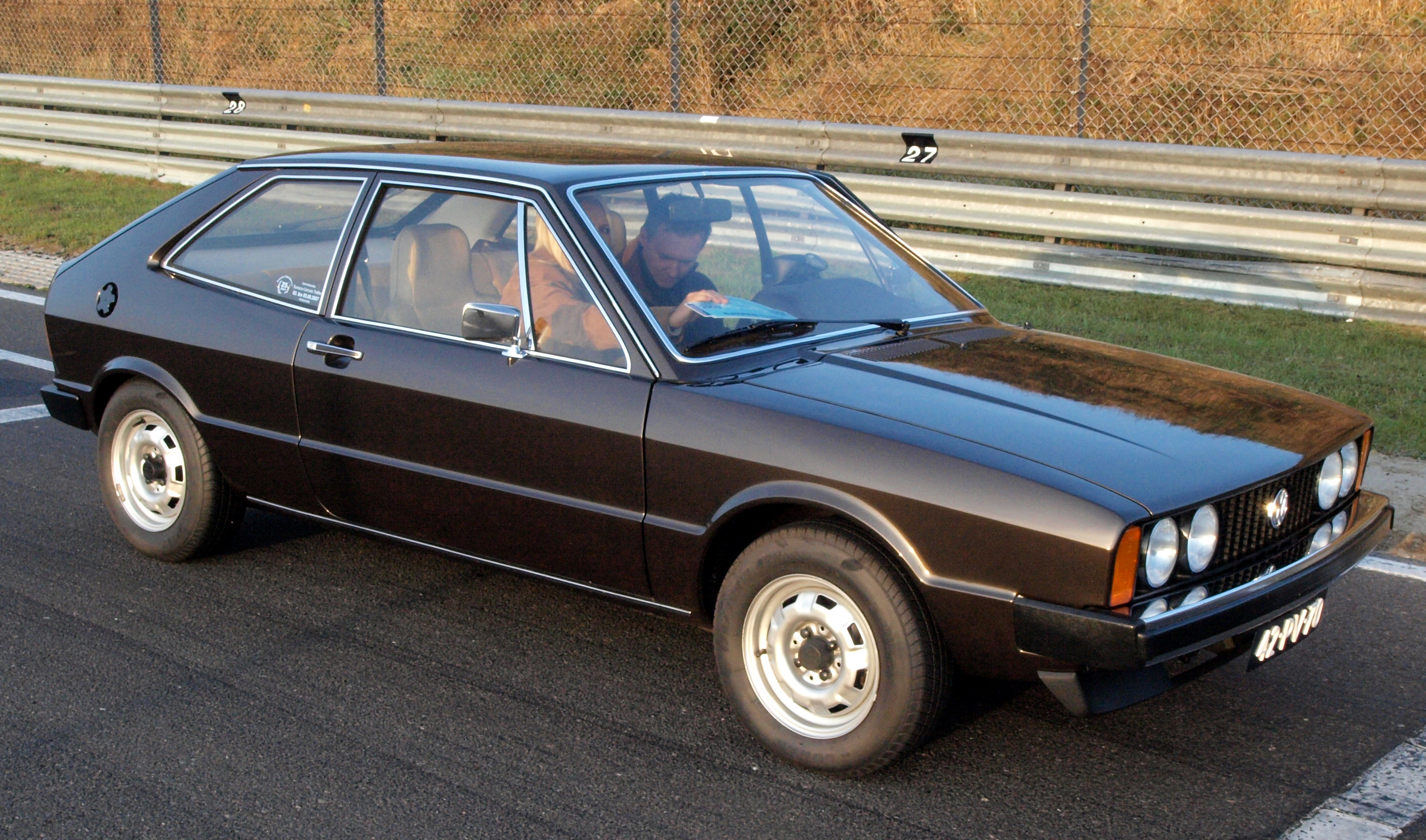
VW Scirocco GLi (1976–1977)
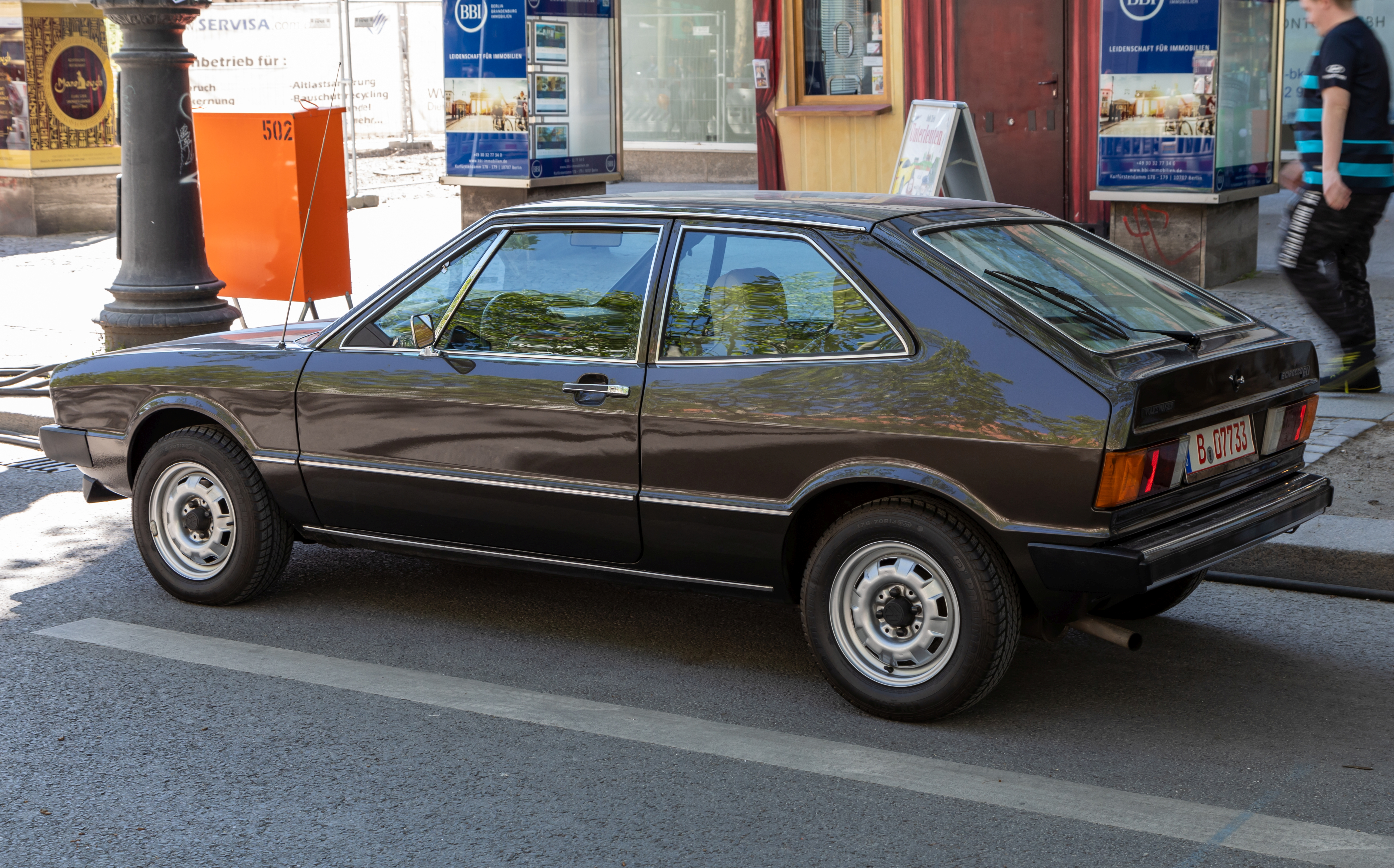
VW Scirocco GLi (1976–1977)
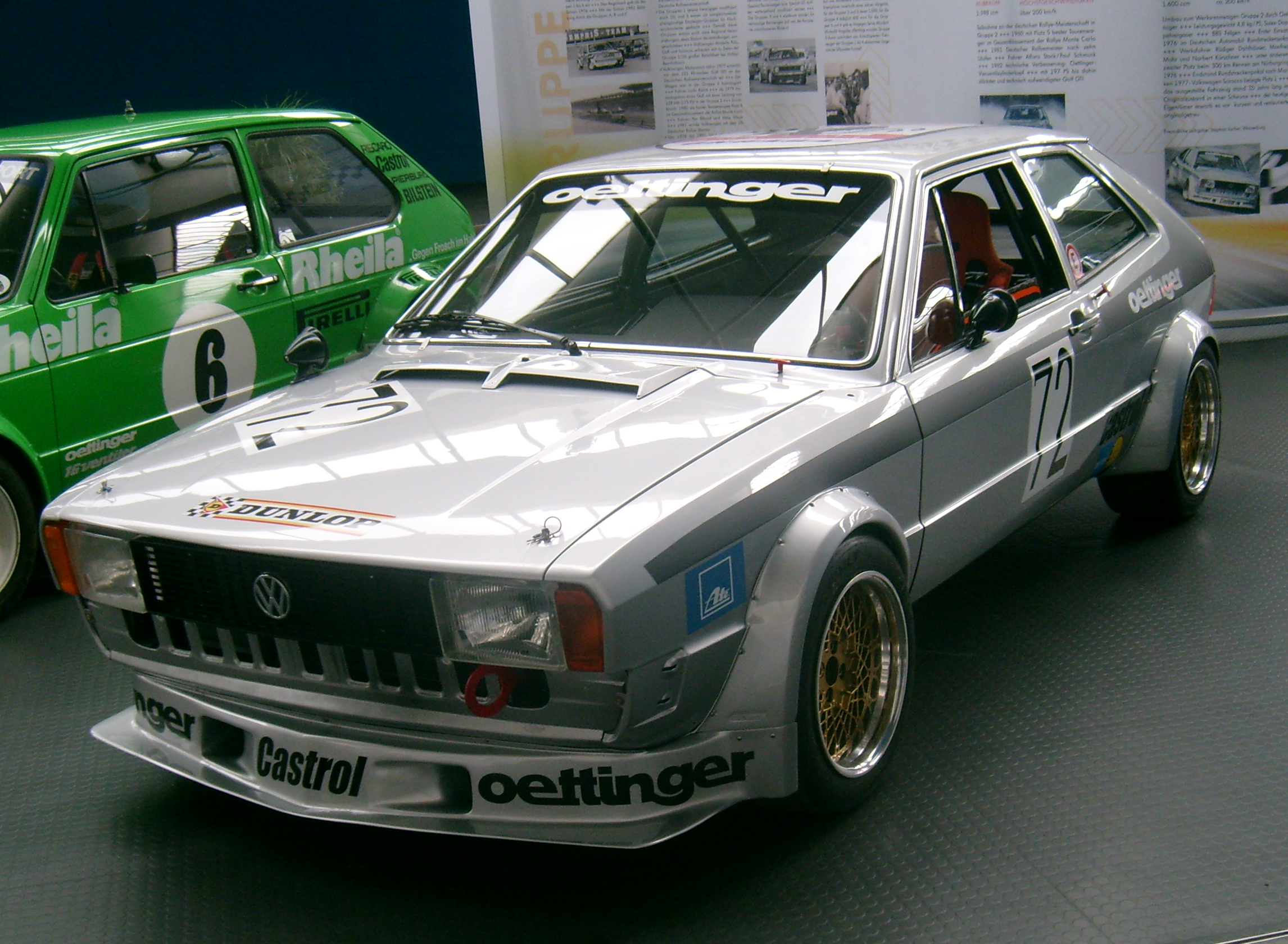
VW Scirocco (Oettinger), 1975
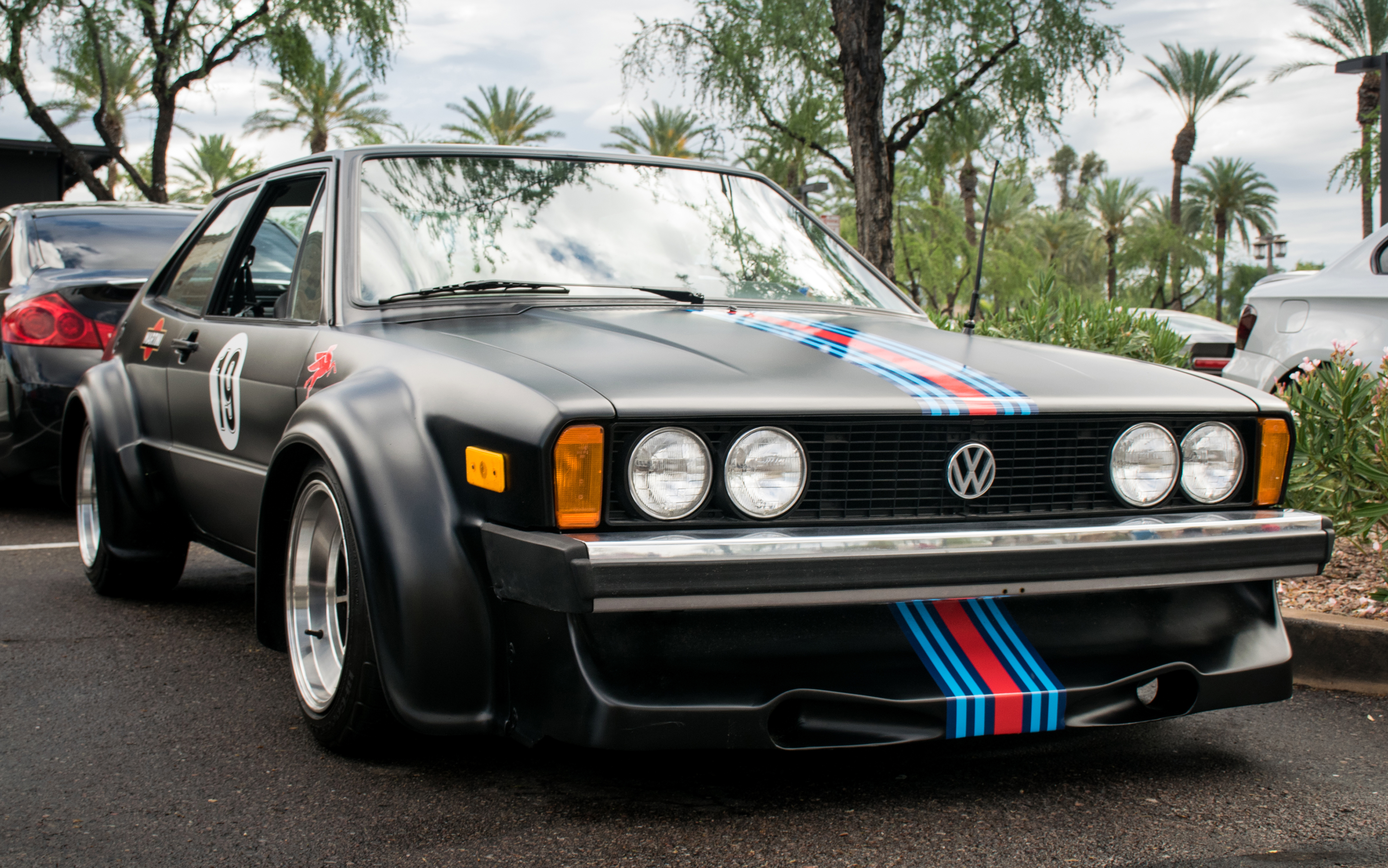
VW Scirocco im historischen Rennsport (USA)

### Modellpflege
Im August 1977 wurden für das Modelljahr 1978 sowohl das Fahrwerk als auch das Erscheinungsbild überarbeitet. Die nun aus schwarzem Kunststoff bestehenden Stoßfänger waren um die Ecken herumgezogen, die vergrößerten vorderen Blinker waren von der Seite besser zu erkennen, die B-Säulen waren schwarz eingefärbt und der Kühlergrill erhielt einen Zierrahmen. Die Aufhängungen der Federbeine wurden verstärkt sowie Lenkung und Motorlagerung verbessert. Die Motorpalette umfasste nun den 37-kW-, den 51-kW- und den 81-kW-Motor (50, 69 und 110 PS). Nachfolgend wurde eine regelmäßige Modellpflege betrieben, sowohl bei der Innenausstattung als auch auf der technischen Ebene (Motoren mit 1,3/1,6 Litern Hubraum, Fünfganggetriebe bzw. 4+E, Elektronische Zündanlagen).
Im Herbst 1980 folgten die Sondermodelle CL und SL. Von Februar 1974 bis März 1981 liefen bei Karmann in Osnabrück insgesamt 504.153 Exemplare des ersten Scirocco vom Band. Die Produktion endete mit der laufenden Fahrgestellnummer 27500 des Modelljahres 1981.
Im April 1981 wurde dann noch ein einziges Fahrzeug für das Museum hergestellt, welches bereits das neue schwarze Typenschild erhielt und die laufende Nummer 27501 trägt. Intern wurde dieses Fahrzeug mit Nummer 50000 geführt und die Produktion damit endgültig abgeschlossen.

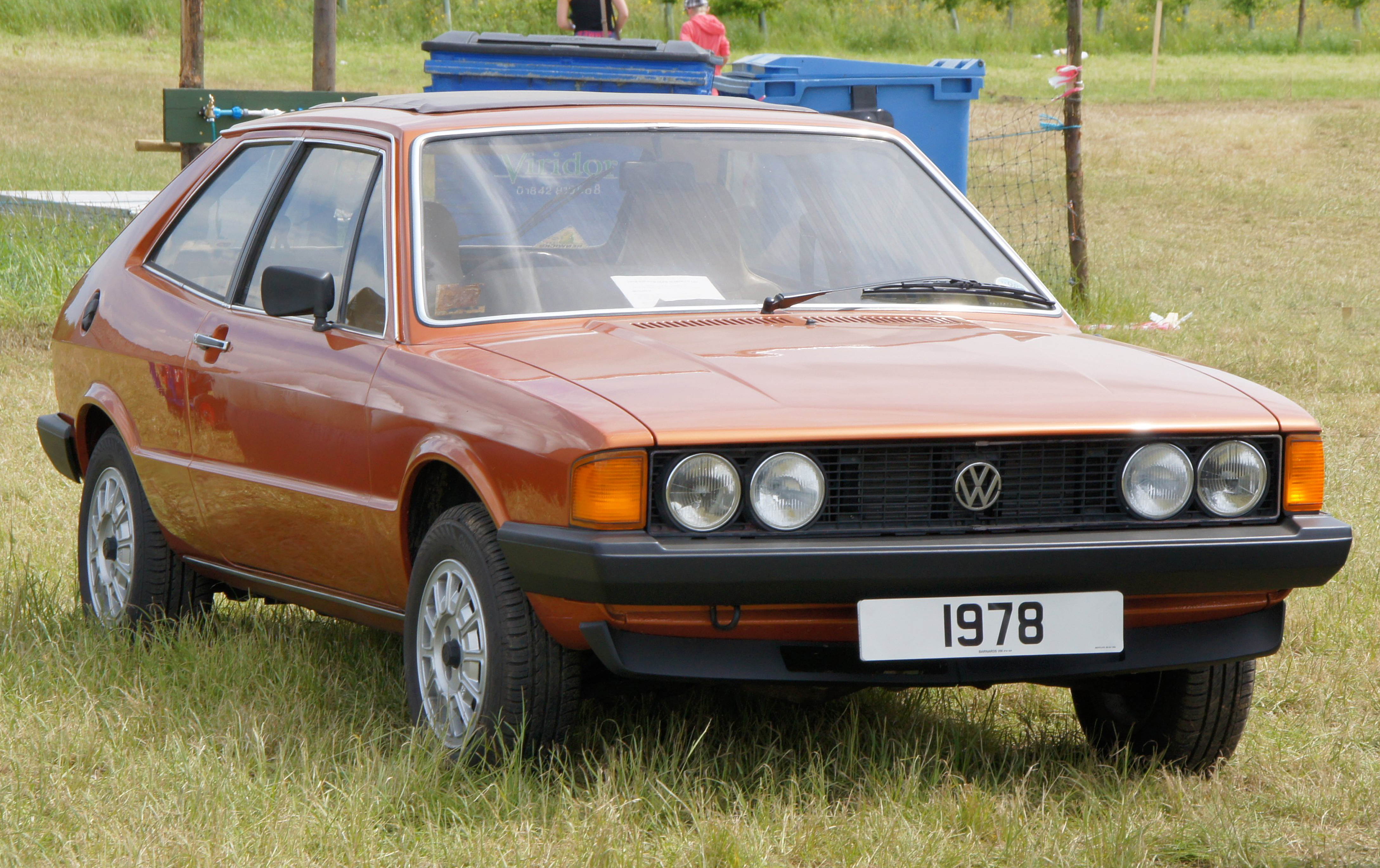
VW Scirocco (1977–1981)
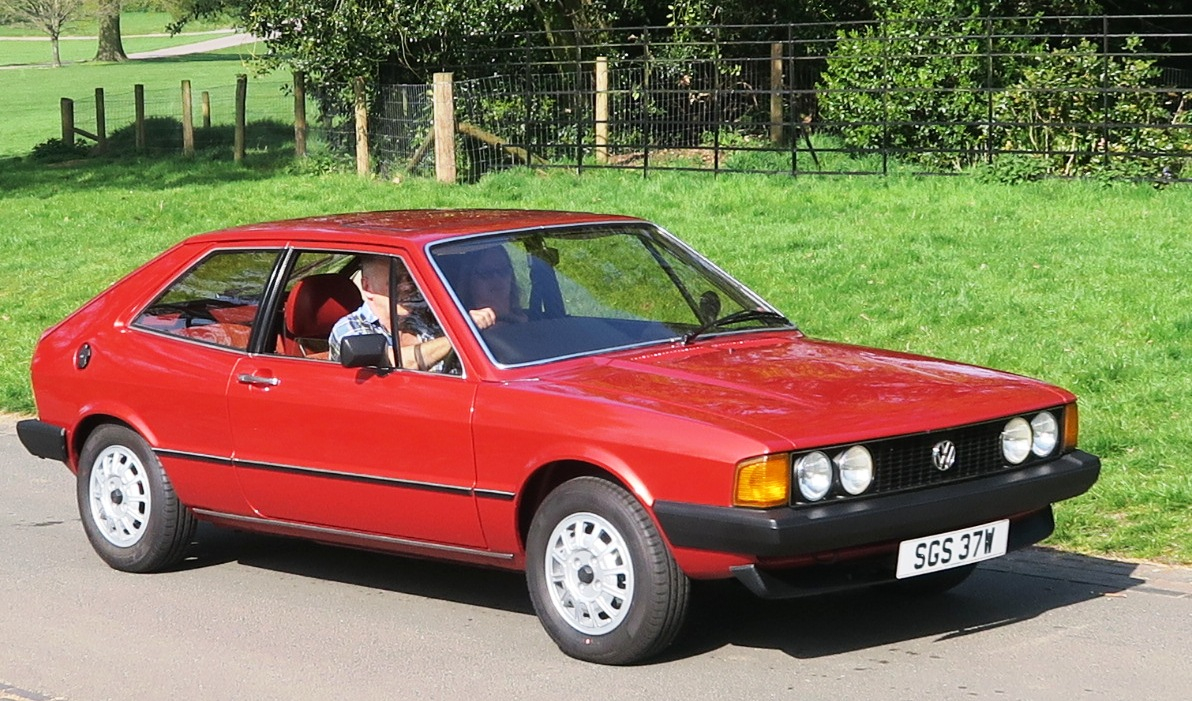
VW Scirocco (1977–1981) Rechtslenker
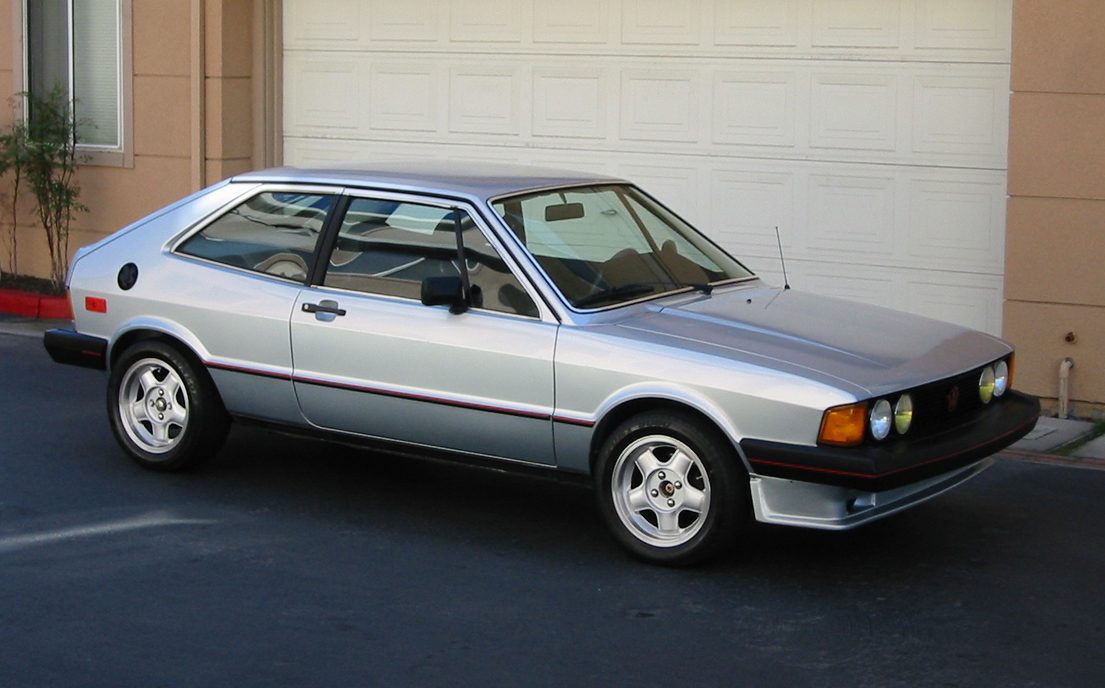
VW Scirocco, US-Version (1977–1981)
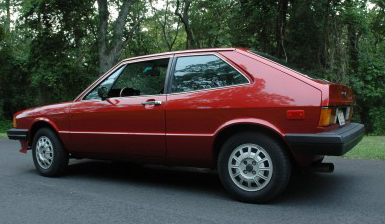
VW Scirocco, US-Version (1977–1981)

### Absatzentwicklung
- Nach einer Pressevorstellung in Wolfsburg wurde der VW Scirocco im März 1974 auf dem Genfer Auto-Salon ausgestellt. Ab Mitte April 1974 erschienen vier verschiedene Anzeigenmotive unter dem Slogan „Scirocco. Ein Sportcoupé in Bestform“ in der Presse. Damit war er dem Golf I um zwei Monate voraus, da dieser erst im Juni 1974 der Öffentlichkeit vorgestellt wurde. Im ersten Verkaufsjahr konnten 24.555 Sciroccos abgesetzt werden, gefolgt von 58.942 im Jahr 1975 – 6.000 mehr als geplant. 1977 und 1978 fanden pro Jahr über 87.000 Wagen einen Käufer; eine Zahl, die später nicht wieder erreicht wurde.
- In Großbritannien, wo der Scirocco infolge hoher Verkaufspreise in den 1970er-Jahren eher selten zu finden war, erhielt er die Bezeichnung Scirocco MkI (Mark One). Das Sondermodell „Storm“ war vergleichbar mit dem GTI-Modell „limited edition“ mit Lederausstattung und ist heute dort ein begehrtes Sammlerstück.

### Varianten und Sondermodelle
Scirocco I (1974 bis 1981)
| - Scirocco (N) – Grundmodell mit 1,1/1,3-Liter-Motor - Scirocco L/GL (bessere Ausstattungen) - Scirocco S/LS (beide mit 51/55-kW-, 70/75-PS-Motor) - Scirocco TS (63 kW/85 PS, nur bis Juli 1976) - Scirocco GT (ab August 1976) | - Scirocco GLi/GTi (81-kW-/110-PS-Motor) - Scirocco CL (Sondermodell) - Scirocco SL (Sondermodell) - Scirocco Turbo (Versuchsträger; s. u.) |

Die Buchstaben „L“, „T“, „GL“ und „GT“ beziehen sich auf die Ausstattung, „S“ und „i“ auf die Motorleistung, wobei das „i“ den 81-kW-/110-PS-Motor mit K-Jetronic-Benzineinspritzung kennzeichnet.
Die L-Ausstattung beinhaltete unter anderem: Silberfarbener Instrumenteneinsatz (statt schwarz), regelbare Instrumentenbeleuchtung, Tageskilometerzähler, Zigarrenanzünder, Make-up-Spiegel in der Beifahrersonnenblende, Beleuchtung von Ascher und Heizungshebel, umschäumtes Lenkrad, Scheibenwischer-Intervallschaltung, Ablagen auf dem Mitteltunnel und der Beifahrerseite, Teppichboden, Gepäckraumleuchte, abschließbarer Tankdeckel.
Die GL/GLi- und GT/GTi-Modelle waren äußerlich an den Zierleisten auf der Gürtellinie, dem vorderen Spoiler und den Halogen-H1-Doppelscheinwerfern sowie dem Typenschild an der Heckklappe zu erkennen (Grund- und L-Modell hatten Breitbandscheinwerfer – serienmäßig ohne H4-Halogenlicht). Ferner Doppeltonhorn, Sportlenkrad, Drehzahlmesser, Mittelkonsole mit Uhr und Öltemperaturanzeige. GL/GLi waren serienmäßig mit getönten Scheiben, Teppicheinlagen in den Türverkleidungen und höhenverstellbaren Vordersitzen mit integrierter oder separater Kopfstütze und mit besonderen Sitzbezügen in „Genuacord“ oder in Kunstleder ausgestattet. GT/GTi hatten Vordersitze mit separater Kopfstütze in den Sitzbezügen „Schottenkaro“- oder in einfachem Kunstleder.
1978 hatte Volkswagen eine Sonderserie des Coupés mit Turbolader für den Export nach Übersee geplant. Dessen Motor trug die Kennung EL und leistete 90 kW (122 PS). Die ersten Prototypen des Scirocco-Sondermodells wurden 1979 bei Karmann (Osnabrück) gefertigt, jedoch gab es gravierende technische Probleme bei ersten Testläufen und der Wagen ging nie in Serienproduktion, die ursprünglich auf eine Stückzahl von 2000 festgelegt worden war. Ein Modell der Testserie wurde jedoch nicht verschrottet und befindet sich heute in Privatbesitz.

### Motoren
Der Scirocco war ausschließlich mit Vierzylinder-Reihenmotoren ausgestattet.
- 1,1 Liter Hubraum, 37 kW/50 PS
- 1,3 Liter Hubraum, 44 kW/60 PS
- 1,5 Liter Hubraum, 51 kW/70 PS
- 1,5 Liter Hubraum, 63 kW/85 PS (Scirocco TS; bis Juli 1975)
- 1,6 Liter Hubraum, 55 kW/75 PS (ab August 1975)
- 1,6 Liter Hubraum, 63 kW/85 PS (Scirocco GT; ab August 1975)
- 1,6 Liter Hubraum, 81 kW/110 PS (Scirocco GTi bzw. GLi; ab Juli 1976)

### Technische Daten
| VW Scirocco                         | 1,1 l | 1,3 l | 1,5 l | 1,5 l | 1,5 l | 1,6 l | 1,6 l | 1,6 l | 1,6 l (GTi/GLi)                                                                                         |
| ----------------------------------- | --- | --- | --- | --- | --- | --- | --- | --- | --- |
| Bauzeit                             | 02/1974–07/1979                                                                                          | 08/1979–03/1981                                                                                          | 02/1974–12/1975                                                                                          | 02/1974–08/1975                                                                                          | 08/1977–03/1981                                                                                          | 08/1975–07/1977                                                                                          | 08/1975–07/1976                                                                                          | 01/1978–03/1981                                                                                          | 08/1976–03/1981                                                                                         |
| Motor                               | 4-Zylinder-Reihenmotor (Viertakt)                                                                        | 4-Zylinder-Reihenmotor (Viertakt)                                                                        | 4-Zylinder-Reihenmotor (Viertakt)                                                                        | 4-Zylinder-Reihenmotor (Viertakt)                                                                        | 4-Zylinder-Reihenmotor (Viertakt)                                                                        | 4-Zylinder-Reihenmotor (Viertakt)                                                                        | 4-Zylinder-Reihenmotor (Viertakt)                                                                        | 4-Zylinder-Reihenmotor (Viertakt)                                                                        | 4-Zylinder-Reihenmotor (Viertakt)                                                                       |
| Hubraum                             | 1093 cm³                                                                                                 | 1272 cm³                                                                                                 | 1471 cm³                                                                                                 | 1471 cm³                                                                                                 | 1457 cm³                                                                                                 | 1588 cm³                                                                                                 | 1588 cm³                                                                                                 | 1588 cm³                                                                                                 | 1588 cm³                                                                                                |
| Bohrung × Hub                       | 69,5 × 72 mm                                                                                             | 75 × 72 mm                                                                                               | 76,5 × 80 mm                                                                                             | 76,5 × 80 mm                                                                                             | 79,5 × 73,4 mm                                                                                           | 79,5 × 80 mm                                                                                             | 79,5 × 80 mm                                                                                             | 79,5 × 80 mm                                                                                             | 79,5 × 80 mm                                                                                            |
| Leistung bei 1/min                  | 37 kW (50 PS) 6000                                                                                       | 44 kW (60 PS) 5600                                                                                       | 51 kW (70 PS) 5800                                                                                       | 63 kW (85 PS) 5800                                                                                       | 51 kW (70 PS) 5600                                                                                       | 55 kW (75 PS) 5600                                                                                       | 63 kW (85 PS) 5600                                                                                       | 63 kW (85 PS) 5600                                                                                       | 81 kW (110 PS) 6100                                                                                     |
| Max. Drehmoment bei 1/min           | 79 Nm 3000                                                                                               | 93 Nm 3400                                                                                               | 112 Nm 3000                                                                                              | 121 Nm 3200                                                                                              | 110 Nm 2500                                                                                              | 117 Nm 3200                                                                                              | 122 Nm 3800                                                                                              | 122 Nm 3800                                                                                              | 140 Nm 5000                                                                                             |
| Gemischaufbereitung                 | Ein Fallstromvergaser Solex/Pierburg (1,5 l 85-PS-Motor: ein Fallstrom-Registervergaser Zenith/Pierburg) | Ein Fallstromvergaser Solex/Pierburg (1,5 l 85-PS-Motor: ein Fallstrom-Registervergaser Zenith/Pierburg) | Ein Fallstromvergaser Solex/Pierburg (1,5 l 85-PS-Motor: ein Fallstrom-Registervergaser Zenith/Pierburg) | Ein Fallstromvergaser Solex/Pierburg (1,5 l 85-PS-Motor: ein Fallstrom-Registervergaser Zenith/Pierburg) | Ein Fallstromvergaser Solex/Pierburg (1,5 l 85-PS-Motor: ein Fallstrom-Registervergaser Zenith/Pierburg) | Ein Fallstromvergaser Solex/Pierburg (1,5 l 85-PS-Motor: ein Fallstrom-Registervergaser Zenith/Pierburg) | Ein Fallstromvergaser Solex/Pierburg (1,5 l 85-PS-Motor: ein Fallstrom-Registervergaser Zenith/Pierburg) | Ein Fallstromvergaser Solex/Pierburg (1,5 l 85-PS-Motor: ein Fallstrom-Registervergaser Zenith/Pierburg) | Mechanische Einspritzung (Bosch K-Jetronic)                                                             |
| Ventilsteuerung                     | Obenliegende Nockenwelle mit Zahnriemen, Tassenstößel (1,1- und 1,3-l-Motoren: Schlepphebel)             | Obenliegende Nockenwelle mit Zahnriemen, Tassenstößel (1,1- und 1,3-l-Motoren: Schlepphebel)             | Obenliegende Nockenwelle mit Zahnriemen, Tassenstößel (1,1- und 1,3-l-Motoren: Schlepphebel)             | Obenliegende Nockenwelle mit Zahnriemen, Tassenstößel (1,1- und 1,3-l-Motoren: Schlepphebel)             | Obenliegende Nockenwelle mit Zahnriemen, Tassenstößel (1,1- und 1,3-l-Motoren: Schlepphebel)             | Obenliegende Nockenwelle mit Zahnriemen, Tassenstößel (1,1- und 1,3-l-Motoren: Schlepphebel)             | Obenliegende Nockenwelle mit Zahnriemen, Tassenstößel (1,1- und 1,3-l-Motoren: Schlepphebel)             | Obenliegende Nockenwelle mit Zahnriemen, Tassenstößel (1,1- und 1,3-l-Motoren: Schlepphebel)             | Obenliegende Nockenwelle mit Zahnriemen, Tassenstößel (1,1- und 1,3-l-Motoren: Schlepphebel)            |
| Kühlung                             | Wasserkühlung, 81-kW-Motor mit Ölkühler                                                                  | Wasserkühlung, 81-kW-Motor mit Ölkühler                                                                  | Wasserkühlung, 81-kW-Motor mit Ölkühler                                                                  | Wasserkühlung, 81-kW-Motor mit Ölkühler                                                                  | Wasserkühlung, 81-kW-Motor mit Ölkühler                                                                  | Wasserkühlung, 81-kW-Motor mit Ölkühler                                                                  | Wasserkühlung, 81-kW-Motor mit Ölkühler                                                                  | Wasserkühlung, 81-kW-Motor mit Ölkühler                                                                  | Wasserkühlung, 81-kW-Motor mit Ölkühler                                                                 |
| Getriebe                            | 4-Gang                                                                                                   | 4-Gang                                                                                                   | 4-Gang, a.W. Dreistufen-Automatik (außer 85 PS ab 1978)                                                  | 4-Gang, a.W. Dreistufen-Automatik (außer 85 PS ab 1978)                                                  | 4-Gang, a.W. Dreistufen-Automatik (außer 85 PS ab 1978)                                                  | 4-Gang, a.W. Dreistufen-Automatik (außer 85 PS ab 1978)                                                  | 4-Gang, a.W. Dreistufen-Automatik (außer 85 PS ab 1978)                                                  | 4-Gang, a.W. Dreistufen-Automatik (außer 85 PS ab 1978)                                                  | 4-Gang (ab 08/79: 5-Gang)                                                                               |
| Antrieb                             | Frontantrieb                                                                                             | Frontantrieb                                                                                             | Frontantrieb                                                                                             | Frontantrieb                                                                                             | Frontantrieb                                                                                             | Frontantrieb                                                                                             | Frontantrieb                                                                                             | Frontantrieb                                                                                             | Frontantrieb                                                                                            |
| Radaufhängung vorn                  | MacPherson-Federbein, Dreiecksquerlenker, mit 81-kW-Motor: Stabilisator                                  | MacPherson-Federbein, Dreiecksquerlenker, mit 81-kW-Motor: Stabilisator                                  | MacPherson-Federbein, Dreiecksquerlenker, mit 81-kW-Motor: Stabilisator                                  | MacPherson-Federbein, Dreiecksquerlenker, mit 81-kW-Motor: Stabilisator                                  | MacPherson-Federbein, Dreiecksquerlenker, mit 81-kW-Motor: Stabilisator                                  | MacPherson-Federbein, Dreiecksquerlenker, mit 81-kW-Motor: Stabilisator                                  | MacPherson-Federbein, Dreiecksquerlenker, mit 81-kW-Motor: Stabilisator                                  | MacPherson-Federbein, Dreiecksquerlenker, mit 81-kW-Motor: Stabilisator                                  | MacPherson-Federbein, Dreiecksquerlenker, mit 81-kW-Motor: Stabilisator                                 |
| Radaufhängung hinten                | Verbundlenkerachse, Federbeine, mit 81-kW-Motor: Stabilisator                                            | Verbundlenkerachse, Federbeine, mit 81-kW-Motor: Stabilisator                                            | Verbundlenkerachse, Federbeine, mit 81-kW-Motor: Stabilisator                                            | Verbundlenkerachse, Federbeine, mit 81-kW-Motor: Stabilisator                                            | Verbundlenkerachse, Federbeine, mit 81-kW-Motor: Stabilisator                                            | Verbundlenkerachse, Federbeine, mit 81-kW-Motor: Stabilisator                                            | Verbundlenkerachse, Federbeine, mit 81-kW-Motor: Stabilisator                                            | Verbundlenkerachse, Federbeine, mit 81-kW-Motor: Stabilisator                                            | Verbundlenkerachse, Federbeine, mit 81-kW-Motor: Stabilisator                                           |
| Bremsen                             | Scheibenbremsen vorne (Ø 239 mm) – bei 81-kW-Motor innenbelüftet, Trommeln hinten, Bremskraftverstärker  | Scheibenbremsen vorne (Ø 239 mm) – bei 81-kW-Motor innenbelüftet, Trommeln hinten, Bremskraftverstärker  | Scheibenbremsen vorne (Ø 239 mm) – bei 81-kW-Motor innenbelüftet, Trommeln hinten, Bremskraftverstärker  | Scheibenbremsen vorne (Ø 239 mm) – bei 81-kW-Motor innenbelüftet, Trommeln hinten, Bremskraftverstärker  | Scheibenbremsen vorne (Ø 239 mm) – bei 81-kW-Motor innenbelüftet, Trommeln hinten, Bremskraftverstärker  | Scheibenbremsen vorne (Ø 239 mm) – bei 81-kW-Motor innenbelüftet, Trommeln hinten, Bremskraftverstärker  | Scheibenbremsen vorne (Ø 239 mm) – bei 81-kW-Motor innenbelüftet, Trommeln hinten, Bremskraftverstärker  | Scheibenbremsen vorne (Ø 239 mm) – bei 81-kW-Motor innenbelüftet, Trommeln hinten, Bremskraftverstärker  | Scheibenbremsen vorne (Ø 239 mm) – bei 81-kW-Motor innenbelüftet, Trommeln hinten, Bremskraftverstärker |
| Lenkung                             | Zahnstangenlenkung                                                                                       | Zahnstangenlenkung                                                                                       | Zahnstangenlenkung                                                                                       | Zahnstangenlenkung                                                                                       | Zahnstangenlenkung                                                                                       | Zahnstangenlenkung                                                                                       | Zahnstangenlenkung                                                                                       | Zahnstangenlenkung                                                                                       | Zahnstangenlenkung                                                                                      |
| Karosserie                          | Stahlblech, selbsttragend, Tankinhalt: 42 Liter                                                          | Stahlblech, selbsttragend, Tankinhalt: 42 Liter                                                          | Stahlblech, selbsttragend, Tankinhalt: 42 Liter                                                          | Stahlblech, selbsttragend, Tankinhalt: 42 Liter                                                          | Stahlblech, selbsttragend, Tankinhalt: 42 Liter                                                          | Stahlblech, selbsttragend, Tankinhalt: 42 Liter                                                          | Stahlblech, selbsttragend, Tankinhalt: 42 Liter                                                          | Stahlblech, selbsttragend, Tankinhalt: 42 Liter                                                          | Stahlblech, selbsttragend, Tankinhalt: 42 Liter                                                         |
| Spurweite vorn/hinten               | 1390/1358 mm                                                                                             | 1390/1358 mm                                                                                             | 1390/1358 mm                                                                                             | 1390/1358 mm                                                                                             | 1390/1358 mm                                                                                             | 1390/1358 mm                                                                                             | 1390/1358 mm                                                                                             | 1390/1358 mm                                                                                             | 1404/1372 mm                                                                                            |
| Radstand                            | 2400 mm                                                                                                  | 2400 mm                                                                                                  | 2400 mm                                                                                                  | 2400 mm                                                                                                  | 2400 mm                                                                                                  | 2400 mm                                                                                                  | 2400 mm                                                                                                  | 2400 mm                                                                                                  | 2400 mm                                                                                                 |
| Länge                               | 3855 (L: 3885 mm)                                                                                        | 3855 (L: 3885 mm)                                                                                        | 3855 (L: 3885 mm)                                                                                        | 3855 (L: 3885 mm)                                                                                        | 3855 (L: 3885 mm)                                                                                        | 3855 (L: 3885 mm)                                                                                        | 3855 (L: 3885 mm)                                                                                        | 3855 (L: 3885 mm)                                                                                        | 3855 (L: 3885 mm)                                                                                       |
| Leergewicht                         | 805–855 kg                                                                                               | 805–855 kg                                                                                               | 805–855 kg                                                                                               | 805–855 kg                                                                                               | 805–855 kg                                                                                               | 805–855 kg                                                                                               | 805–855 kg                                                                                               | 805–855 kg                                                                                               | 805–855 kg                                                                                              |
| Höchstgeschwindigkeit               | 144 km/h                                                                                                 | 154 km/h                                                                                                 | 162–166 km/h                                                                                             | 172–176 km/h                                                                                             | 157–162 km/h                                                                                             | 162–166 km/h                                                                                             | 167–172 km/h                                                                                             | 172 km/h                                                                                                 | 186 km/h                                                                                                |
| 0–100 km/h                          | 18 s | 14s | 11,5–13 s                                                                                                | 11–12,5 s                                                                                                | 13–15 s                                                                                                  | 12–13,5 s                                                                                                | 11,5–13 s                                                                                                | 11,5 s                                                                                                   | 10 s |
| Verbrauch (Liter/100 Kilometer) (1) | 9,5 N | 10,0 N                                                                                                   | 10,0–10,5 N                                                                                              | 9,5–10,0 S                                                                                               | 10,5–11,0 N                                                                                              | 10,5–11,0 N                                                                                              | 10,5–11,0 N                                                                                              | 10,5 N                                                                                                   | 10,5 S                                                                                                  |

## Produktionszahlen Scirocco I
Gesamtproduktion 504.153 Fahrzeuge von 1974 bis 1981

| Jahr | 1974   | 1975   | 1976   | 1977   | 1978   | 1979   | 1980   | 1981  | Summe   |
| ---- | ------ | ------ | ------ | ------ | ------ | ------ | ------ | ----- | ------- |
|      | 36.127 | 57.661 | 77.895 | 86.068 | 88.964 | 87.014 | 62.827 | 7.597 | 504.153 |

## Bestand in Deutschland
Aufgeführt ist der Bestand an VW Scirocco I nach Hersteller- (HSN) und Typschlüsselnummern (TSN) in Deutschland laut Kraftfahrt-Bundesamt. Typen mit weniger als 100 Fahrzeugen werden nicht ausgewiesen. Bis 2007 beinhaltete der Bestand neben der Anzahl der angemeldeten Fahrzeuge auch die Anzahl der vorübergehenden Stilllegungen. Seit 2008 enthält der Bestand lediglich den „fließenden Verkehr“ einschließlich der Saisonkennzeichen.
| HSN/TSN     | 0600/483 | 0600/484 | 0600/485         | 0600/496 | Quelle |
| Modell / kW | 1.6 / 55 | 1.6 / 63 | 1.6 GTi/GLi / 81 | 1.5 / 51 |        |
| ----------- | -------- | -------- | ---------------- | -------- | ------ |
| 1.1.2005    | 290      | 362      | 476              | 600      | [ 5 ]  |
| 1.1.2006    | 253      | 278      | 343              | 475      | [ 6 ]  |
| 1.1.2008    | 212      | 190      | 216              | 334      | [ 7 ]  |
| 1.1.2009    | 202      | 183      | 199              | 325      | [ 8 ]  |
| 1.1.2010    | 205      | 187      | 199              | 324      | [ 9 ]  |
| 1.1.2011    | 201      | 185      | 213              | 310      | [ 10 ] |
| 1.1.2012    | 204      | 177      | 218              | 311      | [ 11 ] |
| 1.1.2013    | 204      | 206      | 270              | 335      | [ 12 ] |
| 1.1.2014    | 181      | 190      | 265              | 319      | [ 13 ] |
| 1.1.2015    | 167      | 189      | 271              | 311      | [ 14 ] |
| 1.1.2016    | 178      | 193      | 278              | 310      | [ 15 ] |
| 1.1.2017    | 177      | 193      | 280              | 313      | [ 16 ] |
| 1.1.2018    | 171      | 201      | 290              | 321      | [ 17 ] |
| 1.1.2019    | 171      | 202      | 288              | 333      | [ 18 ] |
| 1.1.2020    | 169      | 206      | 291              | 333      | [ 19 ] |
| 1.1.2021    | 172      | 209      | 311              | 334      | [ 20 ] |
| 1.1.2022    | 178      | 217      | 311              | 335      | [ 21 ] |
| 1.1.2023    | 178      | 220      | 320              | 339      | [ 22 ] |
| 1.1.2024    | 176      | 218      | 327              | 345      | [ 23 ] |

## Umbauten und Tuning

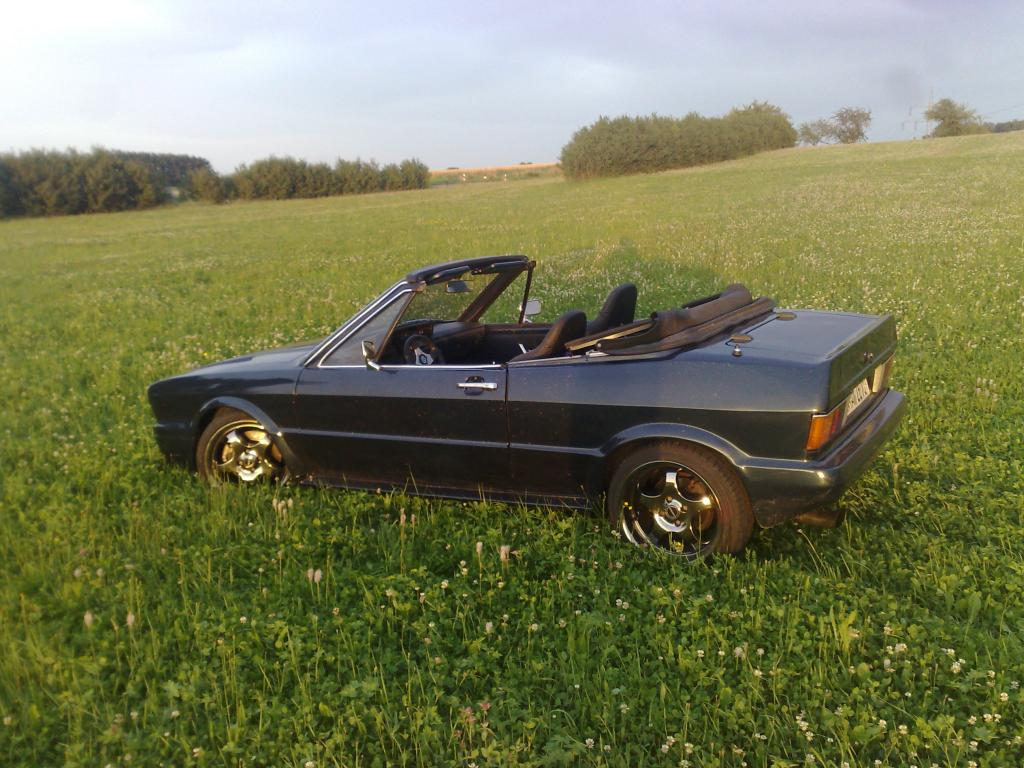
Bieber-Cabrio-Umbau auf Basis des VW Scirocco I

In einer Kleinauflage von 52 Stück bot Artz den Scirocco I auch als Kombi (Sciwago) an. Ansonsten gibt es viele Umbauten vom T-Dach und Flügeltürer bis zum Pick-up auf Basis von beiden Scirocco-Generationen.
Bereits vor dem Produktionsstart des ersten VW-Golf-Cabriolets im Jahr 1979 gab es einige Cabriolet-Varianten des Scirocco I. Diese wurden in Kleinserie produziert, wie zum Beispiel der Tempest von Wolfe Garage (Westerham, UK) oder der Artz Speedster vom Autohaus Nordstadt in Hannover. Ein Markterfolg blieb diesen Exoten angesichts des Golf Cabrio (wegen seines Überrollbügels „Erdbeerkörbchen“ genannt) aber verwehrt.
Im Zuge des beginnenden Tuningbooms Ende der 1980er-Jahre wurde die Idee eines Scirocco-Cabriolets erneut aufgegriffen. Im Editorial der Ausgabe 04/1989 der Scirocco Zeitung wird auf die Cabrio-Umbauten der Firma Zander Exclusiv Tuning in Darmstadt sowie der Firma Luley hingewiesen. In der Ausgabe 02/1994 wurde der Cabrio-Umbau der Firma Koch Tuning aus Philippsburg vorgestellt. Die meisten Scirocco-I-Cabriolets dürften aber in Eigenregie auf Basis einer der Umbausätze der Firmen Cabrio-Design Ostermann-Germer aus Overath oder Bieber Cabrio aus Borken entstanden sein. Dementsprechend gibt es auch weder zuverlässige Daten über die Anzahl der jemals gebauten Scirocco-Cabriolets, noch darüber, wie viele bis heute erhalten geblieben sind.